# Bryum acuminatissimum
Bryum acuminatissimum är en bladmossart som beskrevs av Brotherus 1904. Bryum acuminatissimum ingår i släktet bryummossor, och familjen Bryaceae. Inga underarter finns listade i Catalogue of Life.